# UFC 93
UFC 93: Franklin vs. Henderson  è stato un evento di arti marziali miste tenuto dalla Ultimate Fighting Championship il 17 gennaio 2009 al forum The O2 di Dublino, Irlanda.

## Retroscena
Fu il primo evento UFC tenutosi in Irlanda.
Grazie alla prima ed unica partecipazione in UFC di Ivan Serati è la seconda volta che l'organizzazione prevede nel proprio roster un lottatore italiano dall'esordio di Alessio Sakara nel 2005.
Il vincitore della sfida tra Rich Franklin e Dan Henderson avrebbe fatto da allenatore alla squadra statunitense nella nona edizione del reality show The Ultimate Fighter opposto al britannico Michael Bisping.

## Risultati

### Card preliminare
- Incontro categoria Pesi Leggeri:  Dennis Siver contro  Nate Mohr

Siver sconfisse Mohr per KO Tecnico (colpi) a 3:47 del terzo round.
- Incontro categoria Pesi Mediomassimi:  Tomasz Drwal contro  Ivan Serati

Drwal sconfisse Serati per KO (pugni) a 2:02 del primo round.
- Incontro categoria Pesi Mediomassimi:  Eric Schafer contro  Antonio Mendes

Schafer sconfisse Mendes per KO Tecnico (pugni) a 3:35 del primo round.
- Incontro categoria Pesi Welter:  Martin Kampmann contro  Alexandre Barros

Kampmann sconfisse Barros per KO Tecnico (pugni) a 3:07 del secondo round.
- Incontro categoria Pesi Welter:  Thomas Egan contro  John Hathaway

Hathaway sconfisse Egan per KO Tecnico (gomitate) a 4:36 del primo round.

### Card principale
- Incontro categoria Pesi Welter:  Marcus Davis contro  Chris Lytle

Davis sconfisse Lytle per decisione divisa (29–28, 29–28, 28–29).
- Incontro categoria Pesi Medi:  Alan Belcher contro  Denis Kang

Belcher sconfisse Kang per sottomissione (strangolamento a ghigliottina) a 4:36 del secondo round.
- Incontro categoria Pesi Medi:  Jeremy Horn contro  Rousimar Palhares

Palhares sconfisse Horn per decisione unanime (30–27, 30–27, 30–27).
- Incontro categoria Pesi Mediomassimi:  Mark Coleman contro  Mauricio Rua

Rua sconfisse Coleman per KO Tecnico (pugni) a 4:36 del terzo round.
- Incontro categoria Pesi Mediomassimi:  Rich Franklin contro  Dan Henderson

Henderson sconfisse Franklin per decisione divisa (29–28, 29–28, 27–30).

## Premi
Ai vincitori sono stati assegnati 40.000$ per i seguenti premi:
- Fight of the Night:  Marcus Davis contro  Chris Lytle e  Mark Coleman contro  Mauricio Rua
- Knockout of the Night:  Dennis Siver
- Submission of the Night:  Alan Belcher